# Södra Öretjärnen, Dalsland
Södra Öretjärnen är en sjö i Dals-Eds kommun i Dalsland och ingår i Enningdalsälvens huvudavrinningsområde. Södra Öretjärn ligger i Trestickla-Boksjön Natura 2000-område.